# ジオコード
株式会社ジオコード（英: Geocode Co., Ltd.、東証スタンダード: 7357）は、東京都新宿区に本社を置く日本のデジタルマーケティング企業。

## 概要
SEOコンサルティングやWeb広告運用、サイト制作を行う「Webマーケティング事業」と、クラウド型営業支援ツール「ネクストSFA」や勤怠管理システム「ネクストICカード」などを提供する「クラウドセールステック事業」を主力とする。
2005年2月に設立。2020年11月26日に東京証券取引所JASDAQスタンダード（旧JQS）へ上場し、2022年4月4日の市場再編に伴いスタンダード市場へ移行した。2025年2月期の売上高は約15億8,200万円、資本金は3億6,300万円、従業員数は129名（いずれも2025年時点）。

## 社名の由来
英語の【geocode】（住所情報を地理座標で変換した際の緯度・経度）に由来。ジオコードとは、つまり「私たちの場所」といえる。「私たちの場所を、最高の場所にしていこう」という思いを込めている。

## 事業内容
- Webマーケティング事業
  - SEOコンサルティング
  - コンテンツコンサルティング、制作
  - UI・UX改善コンサルティング
  - サイト修正指示、作業代行
  - Webサイト制作、Webアプリケーション開発
    - WordPressのAIセキュリティ診断プラグイン「ネクストセキュリティプラグイン[8]」

  - リスティング広告（Google広告、Yahoo!広告、他）、
  - ディスプレイ広告（アドネットワーク広告、DSP広告、純広告）、
  - ネイティブ広告、SNS広告、アフィリエイト広告、動画広告の運用
- クラウドセールステック事業
  - クラウド業務支援ツールの開発、販売、サポート
    - 営業支援ツール「ネクストSFA」
    - 勤怠管理・交通費精算・経費精算ツール「ネクストICカード」

## 沿革
- 2005年2月 - 資本金300万円で有限会社ジオコードを設立
- 2005年2月、ホームページ制作・企画・コンサルティング事業を開始
- 2005年7月、SEO事業を開始
- 2005年7月、新宿区早稲田に営業所を開設
- 2006年5月 - 有限会社ジオコードから株式会社ジオコードへ組織変更
- 2006年9月、Web制作事業を開始
- 2007年2月、事業拡大に伴い渋谷区東へ本社を移転
- 2007年3月、資本金を1,000万円に増資
- 2008年7月、事業拡大に伴い渋谷区渋谷へ本社を移転
- 2009年8月、リスティング広告事業を開始
- 2010年11月、資本金を3,000万円に増資
- 2011年7月、事業拡大に伴い港区北青山へ本社を移転
- 2011年10月、資本金を5,000万円に増資
- 2012年12月、クラウド勤怠管理システム「ネクストタイムカード」（現「ネクストICカード」）をリリース
- 2014年4月、株式会社サムライファクトリーのSEO事業を譲受
- 2014年9月、SEO株式会社のSEO事業を譲受
- 2015年2月、クラウド型営業支援ツール「ネクストSFA」をリリース
- 2015年9月、関西支社を開設
- 2016年7月、株式会社アンドプラスエージェンシーと事業統合
- 2016年8月、事業拡大に伴いJR新宿ミライナタワーへ本社を移転
- 2018年5月、静岡県袋井市とICT連携協定を締結
- 2018年8月、静岡県袋井市に静岡営業所を開設
- 2020年5月、株式会社ビジョンと資本業務提携
- 2020年11月 - 東証JASDAQスタンダード市場に株式上場
- 2022年4月、東京証券取引所スタンダード市場へ移行
- 2023年11月、静岡営業所を「静岡やらまいかデジタルラボ」に名称変更

## 社会貢献活動
- 2011年 - 日本赤十字社に289万2,928円を寄付（役員従業員から153万1,928円、ジオコードから136万1,000円）、福島県の企業にお歳暮を発注（地酒475セット）
- 2012年 - 東日本大震災の被災地支援、仙台市で採用活動を実施、宮城県の企業にお歳暮を発注（カニしゃぶ615セット）
- 2013年 - 東日本大震災の震災遺児支援、あしなが育英会に100万円を寄付
- 2014年 - 日本赤十字社、二条城、姫路城など日本のお城8箇所に99万円を寄付
- 2015年 - 日本赤十字社、JAXA、京都大学 iPS細胞研究所、日本の各世界遺産など13箇所へ計100万円を寄付
- 2016年 - 日本赤十字社「平成28年熊本地震災害義援金」へ165万5,000円を寄付
- 2017年 - 日本赤十字社、東京オリンピック、ユネスコなど8箇所に計100万円を寄付
- 2018年 - 日本赤十字社、東京オリンピック、袋井市など6箇所に計100万円を寄付
- 2019年 - 日本赤十字社「令和元年台風第19号災害義援金」へ126万6,200円を寄付
- 2020年 - 新型コロナウイルス感染拡大に対する緊急支援、首里城火災復旧、復興支援へ計50万円を寄付
- 2021年 - 東日本大震災、新型コロナウイルス関連など13箇所へ計160万円を寄付
- 2022年 - ウクライナ人道支援、トンガ火山噴火支援、子どもの教育・福祉など8箇所へ計150万円を寄付[9]
- 2023年 - トルコ大使館、あしなが育英会、日本ユニセフ協会、日本赤十字社など11箇所へ寄付
- 2024年 - 日本赤十字社が実施する「令和６年能登半島地震災害義援金（石川県、富山県、新潟県、福井県）」へ寄付
- 2025年 - 日本赤十字社、空飛ぶ捜索医療団”ARROWS”、カタリバ、東京大学など7箇所へ寄付